# Andreas Bielau
Andreas Bielau (né le 26 août 1958 à l'époque en Allemagne de l'Est et aujourd'hui en Allemagne) est un joueur de football allemand (international est-allemand) qui évoluait au poste d'attaquant.

## Biographie

### Carrière en club
Andreas Bielau joue en faveur des clubs de Zwickau et du Carl Zeiss Iéna.
Il dispute un total de 269 matchs en championnat, inscrivant 73 buts. Il inscrit 17 buts lors de la saison 1987-1988, ce qui constitue sa meilleure performance.
Au sein des compétitions européennes, il joue 11 matchs en Coupe de l'UEFA (cinq buts), et 9 en Coupe des coupes (trois buts). Le 1er octobre 1980, il inscrit un doublé en Coupe des coupes, lors de la réception de l'AS Roma. Il atteint la finale de la Coupe des coupes en 1981, en étant battu par le Dinamo Tbilisi. Par la suite, le 28 septembre 1983, il inscrit lors du premier tour de la Coupe de l'UEFA un doublé contre le club islandais d'ÍB Vestmannaeyja.

### Carrière en sélection
Andreas Bielau reçoit neuf sélections en équipe de RDA entre 1981 et 1985, sans inscrire de but.
Il joue son premier match en équipe nationale le 19 avril 1981, en amical contre l'équipe d'Italie (0-0). Il reçoit sa dernière sélection le 16 octobre 1985, en amical contre l'Écosse (0-0).
Il joue deux matchs rentrant dans le cadre des éliminatoires du mondial 1982 et une rencontre lors des éliminatoires de l'Euro 1984.

### Carrière d'entraîneur
Après avoir raccroché les crampons, il entraîne le VfB Auerbach.

## Palmarès
| Carl Zeiss Iéna - Coupe d'Europe des Vainqueurs de Coupe : - Finaliste : 1980-81. |  | FSV Zwickau - Championnat de RDA D2 (2) : - Champion : 1984-85 et 1987-88. - Meilleur buteur : 1987-88 (17 buts). |